# Dorris Motors Corporation
Pour les articles homonymes, voir Dorris.

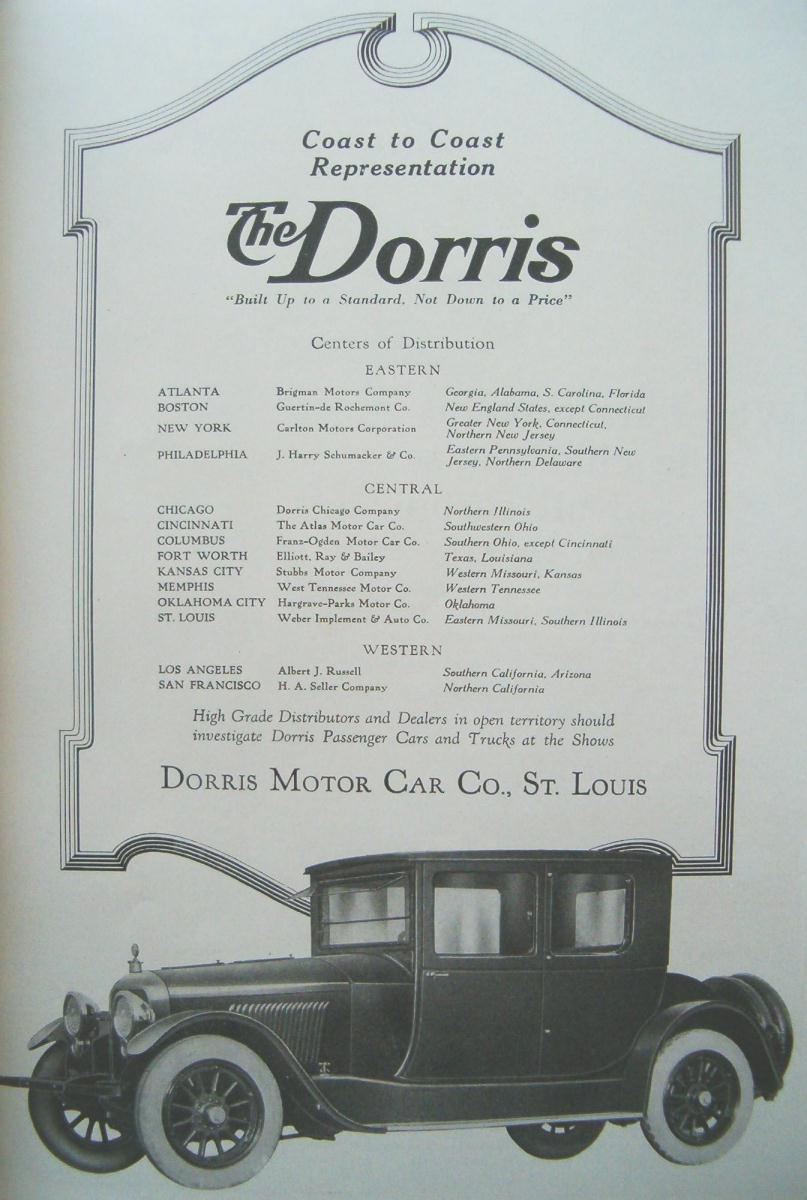
1921 Dorris Model 6-80

La Dorris Motor Car Company était une compagnie automobile fondée par George Preston Dorris. Né à Nashville, au Tennessee, Dorris construisit une voiture expérimentale à essence aux environs de 1896-1897 dans le magasin de vélos de sa famille. Il alla s'installer à Saint-Louis (Missouri), où il se joignit avec John L. French pour fonder la St. Louis Motor Company. Dorris servait en tant qu'ingénieur en chef. Quand French délocalisa la firme à Peoria (Illinois), Dorris quitta la firme et fonda la Dorris Motor Car Company. Avec son départ, French et la St. Louis Motor Carriage Company firent rapidement faillite.
La première production de véhicule avait un moteur à quatre cylindres 101 pouce (2 565,4 mm), qui fit fureur au New York Automobile Show. Au fil du temps, la voiture de Dorris devint plus puissante, allant d'un moteur de quatre à six cylindres. Le prix de base de ces voitures était de près de $7000.
La production de camions pour la Première Guerre mondiale commença. En 1917, le capital a été étendu de $700.000 à $1.000.000 pour l'expansion de la compagnie.
En 1920, Dorris acquit l'Astra, une usine automobile concurrente de Saint-Louis, et la réorganisa en Dorris Motors Corporation. En 1923, des rumeurs disaient que les compagnies de Dorris, Haynes and Winton fusionneraient, mais cette fusion n'arriva pas à maturité. 1923 fût la dernière année de production d'automobiles chez Dorris Motors. La production tomba au point le plus bas, bien que des voitures faites à la main furent construites sur ordre spécial jusqu'en 1926 quand la compagnie fit banqueroute.